# وزیر معادن و فلزات
وزیر معادن و فلزات وزیر وزارت‌خانهٔ معادن و فلزات و یکی از اعضای هیئت دولت جمهوری اسلامی ایران بود.
در سال ۱۳۶۰، وزارت معادن و فلزات با انتزاع از وزارت صنایع و معادن تشکیل گردید؛ ولی در دی ۱۳۷۹، با وزارت صنایع ادغام و وزارت صنایع و معادن دوباره تشکیل شد.

## فهرست
| ر.                 | نام  | نام                                  | نگاره     | آغاز تصدی                        | پایان تصدی    | دولت          | رئیس دولت   | م.     |
| ------------------ | ---- | ------------------------------------ | --------- | -------------------------------- | ------------- | ------------- | ----------- | ------ |
| سرپرست صنایع فولاد |      |                                      |           |                                  |               |               |             |        |
| –                  |      | محمود احمدزاده (۱۴۰۱–۱۳۱۴)           |           | ۱۹ شهریور ۱۳۵۹                   | ۲۶ مرداد ۱۳۶۰ | نخست          | رجایی       | [ ۳ ]  |
| وزیر معادن و فلزات |      |                                      |           |                                  |               |               |             |        |
| ۱                  |      | سید حسین موسویانی (زادهٔ ۱۳۲۵)        |           | ۲۶ مرداد ۱۳۶۰                    | مرداد ۱۳۶۲    | دوم           | باهنر       | [ ۴ ]  |
| ۱                  | موقت | سید حسین موسویانی (زادهٔ ۱۳۲۵)        | مهدوی کنی | ۲۶ مرداد ۱۳۶۰                    | مرداد ۱۳۶۲    | [ ۵ ]         |             |        |
| ۱                  | سوم  | سید حسین موسویانی (زادهٔ ۱۳۲۵)        | موسوی     | ۲۶ مرداد ۱۳۶۰                    | مرداد ۱۳۶۲    | [ ۶ ]         |             |        |
| –                  | سوم  |                                      | موسوی     | میرحسین موسوی (زادهٔ ۱۳۲۰) سرپرست |               | ۸ شهریور ۱۳۶۲ | ۱۶ آذر ۱۳۶۲ | [ ۷ ]  |
| ۲                  | سوم  |                                      | موسوی     | حسین نیلی احمدآبادی (۱۳۶۸–۱۳۲۵)  |               | ۱۶ آذر ۱۳۶۲   | آبان ۱۳۶۴   | [ ۸ ]  |
| –                  |      | نجمی هاشمی فشارکی (زادهٔ ۱۳۲۸) سرپرست | موسوی     |                                  | آبان ۱۳۶۴     | ۱۵ دی ۱۳۶۴    | چهارم       |        |
| ۳                  |      | سید محمدرضا آیت‌اللهی (زادهٔ ؟)        | موسوی     |                                  | ۱۵ دی ۱۳۶۴    | ۷ شهریور ۱۳۶۸ | چهارم       | [ ۹ ]  |
| ۳                  |      | سید محمدرضا آیت‌اللهی (زادهٔ ؟)        | موسوی     |                                  | ۱۵ دی ۱۳۶۴    | ۷ شهریور ۱۳۶۸ | چهارم       | [ ۹ ]  |
| ۴                  |      | حسین محلوجی (زادهٔ ۱۳۲۶)              |           | ۷ شهریور ۱۳۶۸                    | ۲۹ مرداد ۱۳۷۶ | پنجم          | هاشمی       | [ ۱۰ ] |
| ۴                  | ششم  | حسین محلوجی (زادهٔ ۱۳۲۶)              | [ ۱۱ ]    | ۷ شهریور ۱۳۶۸                    | ۲۹ مرداد ۱۳۷۶ |               | هاشمی       |        |
| ۵                  |      | اسحاق جهانگیری (زادهٔ ۱۳۳۶)           |           | ۲۹ مرداد ۱۳۷۶                    | ۱۴ دی ۱۳۷۹    | هفتم          | خاتمی       | [ ۱۲ ] |